# Associazione Calcio Udinese 1971-1972
Questa voce raccoglie le informazioni riguardanti l'Associazione Calcio Udinese nelle competizioni ufficiali della stagione 1971-1972.

## Stagione
Nella stagione 1971-1972 l'Udinese disputa il girone A del campionato di Serie C: con 46 punti si piazza in terza posizione, il campionato è stato vinto dal Lecco con 51 punti che sale in Serie B, seconda l'Alessandria con 47 punti. Retrocedono in Serie D il Treviso con 32 punti, l'Imperia e la Pro Patria con 27 punti.
L'Udinese, affidato all'allenatore Luigi Comuzzi, disputa un buon torneo, costantemente nelle prime posizioni di classifica: solo il Lecco promosso e l'Alessandria riescono a fare meglio dei bianconeri. Se ne vanno Vittorio Caporale al Bologna, Valentino Leonarduzzi all'Alessandria, Marzio Lugnan all'Atalanta e Paolo Tuttino alla Sampdoria, mentre arriva il ventunenne centravanti friulano Antonio Bordon dal Monfalcone, che con 17 reti vince la classifica dei marcatori del girone A. Altri innesti fanno parte della rivoluzione voluta dal nuovo tecnico e sono quelli dell'ala Rosilio Dedè, proveniente dall'Atalanta, e degli interni Guerrino Pellizzari e Sergio Politti, prelevati dall'Avellino con il mercato di novembre. Dopo un campionato di vertice ad aprile la sconfitta interna (1-2) con il Seregno, l'unica di tutto il torneo, e quella esterna con il Padova (2-1) di metà maggio, hanno l'effetto di una mazzata sulle aspirazioni bianconere.

## Rosa
| N. |                   | Ruolo | Calciatore           |
| -- | ----------------- | ----- | -------------------- |
|    | Italia (bandiera) | D     | Pier Luigi Bassanese |
|    | Italia (bandiera) | A     | Giuliano Berzaghi    |
|    | Italia (bandiera) | D     | Franco Bonora        |
|    | Italia (bandiera) | A     | Antonio Bordon       |
|    | Italia (bandiera) | A     | Gabriele Ceccolini   |
|    | Italia (bandiera) | A     | Sergio Comisso       |
|    | Italia (bandiera) | A     | Rosilio Dedè         |
|    | Italia (bandiera) | C     | Angelo Fogolin       |
|    | Italia (bandiera) | C     | Ezio Galasso         |
|    | Italia (bandiera) | A     | Giovanni Galeone     |
|    | Italia (bandiera) | C     | Massimo Giacomini    |

| N. |                   | Ruolo | Calciatore          |
| -- | ----------------- | ----- | ------------------- |
|    | Italia (bandiera) | D     | Paolo Leban         |
|    | Italia (bandiera) | C     | Denis Mendoza       |
|    | Italia (bandiera) | P     | Ferdinando Miniussi |
|    | Italia (bandiera) | D     | Enea Moruzzi        |
|    | Italia (bandiera) | D     | Bernardo Nicoloso   |
|    | Italia (bandiera) | A     | Guerrino Pellizzari |
|    | Italia (bandiera) | D     | Dario Pighin        |
|    | Italia (bandiera) | C     | Sergio Politti      |
|    | Italia (bandiera) | P     | Leonardo Zaina      |
|    | Italia (bandiera) | D     | Pietro Zampa        |
|    | Italia (bandiera) | D     | Alessandro Zanin    |

## Risultati

### Serie C

#### Andata
| Arbitro: | Clerico (Chiavari) |

|           |           |               |
| Dezio 46’ | Marcatori | 38’ Ceccolini |

| Udine 19 settembre 1971 2ª giornata | Udinese           | 0 – 0 | Treviso | Stadio Moretti\| Arbitro: \| De Fazio (Torino) \| |
| Arbitro:                            | De Fazio (Torino) |       |         |                                                   |

| Arbitro: | Menicucci (Firenze) |

|              |           |                       |
| Ferranti 52’ | Marcatori | 60’ (aut.) Fioravanti |

| Udine 3 ottobre 1971 4ª giornata | Udinese          | 0 – 0 | Alessandria | Stadio Moretti (3.000 spett.)\| Arbitro: \| Fuschi (Pescara) \| |
| Arbitro:                         | Fuschi (Pescara) |       |             |                                                                 |

| Arbitro: | Prati (Parma) |

|              |           |                               |
| Salvadori 2’ | Marcatori | 24’ Dedè 62’ (rig.) Giacomini |

| Arbitro: | Broglia (Milano) |

|                                 |           |                     |
| Bordon 42’ Giacomini 48’ (rig.) | Marcatori | 89’ (rig.) Lombardi |

| Arbitro: | F. Lattanzi (Macerata) |

|              |           |  |
| Giordano 73’ | Marcatori |  |

| Arbitro: | Vaccaro (Torino) |

|            |           |  |
| Bordon 86’ | Marcatori |  |

| Arbitro: | Crista (Livorno) |

|                |           |            |
| Longo 28’, 80’ | Marcatori | 83’ Bordon |

| Udine 14 novembre 1971 10ª giornata | Udinese             | 0 – 0 | Solbiatese | Stadio Moretti (3.000 spett.)\| Arbitro: \| Chiapponi (Livorno) \| |
| Arbitro:                            | Chiapponi (Livorno) |       |            |                                                                    |

| Arbitro: | Barboni (Firenze) |

|                       |           |                            |
| Zanin 14’ Galeone 52’ | Marcatori | 45’ Ridolfi 72’ Bellinazzi |

| Arbitro: | Monforte (Palermo) |

|                         |           |  |
| Silva 62’ Guarnieri 88’ | Marcatori |  |

| Arbitro: | Scolari (Verona) |

|                         |           |                      |
| Dedè 18’ Pellizzari 62’ | Marcatori | 85’ (aut.) Bassanese |

| Arbitro: | Borghesi (Forlì) |

|                               |           |  |
| Gaiotti 16’ Bonora 90’ (aut.) | Marcatori |  |

| Arbitro: | Fuschi (Pescara) |

|                     |           |  |
| Dedè 65’ Bordon 68’ | Marcatori |  |

| Arbitro: | Chiozza (Genova) |

|               |           |  |
| Pellegrini 9’ | Marcatori |  |

| Arbitro: | Abati (Livorno) |

|                |           |  |
| Zanin 18’, 48’ | Marcatori |  |

| Arbitro: | Tabanelli (Ravenna) |

|  |           |                                             |
|  | Marcatori | 8’ Dedè 48’ Pellizzari 55’ Bordon 67’ Zanin |

| Arbitro: | Clerico (Chiavari) |

|                |           |           |
| Pellizzari 57’ | Marcatori | 88’ Motta |

#### Girone di ritorno
| Arbitro: | V. Lattanzi (Roma) |

|            |           |  |
| Bordon 43’ | Marcatori |  |

| Arbitro: | De Fazio (Torino) |

|  |           |               |
|  | Marcatori | 65’ Giacomini |

| Udine 13 febbraio 1972 22ª giornata | Udinese           | 0 – 0 | Piacenza | Stadio Moretti (3.500 spett.)\| Arbitro: \| Andreoli (Padova) \| |
| Arbitro:                            | Andreoli (Padova) |       |          |                                                                  |

| Arbitro: | Prati (Parma) |

|                |           |  |
| Mantellato 12’ | Marcatori |  |

| Arbitro: | Governa (Alessandria) |

|                     |           |  |
| Dedè 15’ Bordon 38’ | Marcatori |  |

| Rovereto 12 marzo 1972 25ª giornata | Rovereto         | 0 – 0 | Udinese | Stadio Quercia (1.500 spett.)\| Arbitro: \| Benedetti (Roma) \| |
| Arbitro:                            | Benedetti (Roma) |       |         |                                                                 |

| Arbitro: | Vannucchi (Bologna) |

|            |           |  |
| Bordon 60’ | Marcatori |  |

| Arbitro: | Baldoni (Ancona) |

|                   |           |                   |
| Bosani 61’ (rig.) | Marcatori | 70’ (rig.) Bordon |

| Arbitro: | Baciucchi (Roma) |

|            |           |                       |
| Bordon 46’ | Marcatori | 48’ Longo 74’ Pedroni |

| Arbitro: | V. Lattanzi (Roma) |

|                 |           |                           |
| Geremia 4’, 17’ | Marcatori | 83’ Bordon 85’ Pellizzari |

| Arbitro: | Martinelli (Catanzaro) |

|            |           |                          |
| Badari 59’ | Marcatori | 8’ Pellizzari 82’ Bordon |

| Arbitro: | Grassi (Savona) |

|                   |           |  |
| Bordon 23’ (rig.) | Marcatori |  |

| Arbitro: | F. Lattanzi (Macerata) |

|              |           |                                |
| Solbiati 25’ | Marcatori | 11’ (aut.) Consonni 57’ Bordon |

| Arbitro: | Sancini (Bologna) |

|                                                |           |  |
| Pellizzari 12’ Dedè 15’ Bordon 49’ (rig.), 57’ | Marcatori |  |

| Arbitro: | Chiapponi (Livorno) |

|                               |           |               |
| Zanin 17’ (aut.) Modonese 49’ | Marcatori | 88’ Bassanese |

| Arbitro: | Clerico (Chiavari) |

|               |           |           |
| Ceccolini 49’ | Marcatori | 56’ Scali |

| Arbitro: | Vannucchi (Bologna) |

|                   |           |             |
| Bonora 31’ (aut.) | Marcatori | 59’ Politti |

| Arbitro: | Crista (Livorno) |

|                 |           |  |
| Bordon 44’, 65’ | Marcatori |  |

| Lecco 18 giugno 1972 38ª giornata | Lecco            | 0 – 0 | Udinese | Stadio Rigamonti (5.000 spett.)\| Arbitro: \| Benedetti (Roma) \| |
| Arbitro:                          | Benedetti (Roma) |       |         |                                                                   |